# Актарофіт
Актарофіт (рос. Актарофит) — один з найпопулярніших в Україні біологічний інсекто-акарицид контактної дії для знищення шкідників сільськогосподарських, декоративних, лісових та плодово-ягідних культур. Аналогічний принцип дії також має препарат Актофіт.

## Принцип дії
Діючою основою препарату є комплекс природних авермектинів груп B1 і B2, що продукуються корисним ґрунтовим грибком Streptomyces avermitilis — це сильні специфічні нейротоксини, які, проникаючи в організм комах кишковим або контактним шляхом, безповоротно вражають їх нервову систему. Як наслідок, настає параліч та комахи гинуть. Має потужну овіцидну дію.
Здатність авермектинів швидко розкладатися в навколишньому середовищі перешкоджає їх накопиченню в насінні, плодах, овочах і ґрунті. Тому Актарофіт застосовують на овочевих і плодово-ягідних культурах за 48 годин до збирання врожаю.

## Ефективність
Актарофіт є ефективним засобом у боротьбі з колорадським жуком, попелицею, трипсами, біланом капустяним, совками, плодожерками, кліщами, яблуневою міллю, мінуючою міллю та іншими шкідниками.
Препарат проявляє високу ефективність проти павутинного кліща на сої (ефективність сягає 90-92%). За рахунок овіцидної дії рідко потребує повторного застосування. Ефективний в діапазоні температур від 12 до 35 °С. Тому має перевагу перед більшістю хімічних акарицидів та інсектицидів, максимальна температура застосування яких обмежується 25 °С. Але нестабільно працює при температурі менше 10 °С.
Перші ознаки дії препарату — припинення харчування спостерігаються через 6-8 годин для листогризучих і через 12-16 годин для сисних шкідників. Масова загибель настає на 2-3 добу після обробки, а максимальний ефект досягається на 5-7 добу. Захисний ефект препарату триває до 10-20 діб.

## Безпечність
Актарофіт в регламентованих нормах не токсичний для корівок, павуків, хижих клопів, паразитуючих лускокрилих, мурах, жужелиці, дощових черв'яків.
Препарат III класу небезпечності. Необхідно користуватися засобами індивідуального захисту. Під час роботи не можна курити, пити, приймати їжу. Після роботи вимити обличчя і руки з милом, прополоскати рот.
Препарат помірно токсичний для бджіл, тому при обробці потрібно обмежити виліт бджіл на 1 добу. Вихід персоналу на оброблені площі дозволяється через 2 дні. Не допускається попадання препарату у водойми.